# Yorktown (lớp tàu sân bay)
Lớp tàu sân bay Yorktown bao gồm ba tàu sân bay được Hoa Kỳ chế tạo, hoàn tất và đưa vào sử dụng không lâu trước Chiến tranh Thế giới thứ hai nổ ra. Chúng phải chịu đựng gánh nặng hoạt động vào giai đoạn đầu của cuộc chiến này tại Thái Bình Dương; và chiếc duy nhất còn sống sót trong cuộc chiến, Enterprise, trở thành chiếc tàu chiến được tặng thưởng nhiều nhất trong suốt lịch sử của Hải quân Hoa Kỳ. Biệt danh của USS Enterprise (CV-6) là "Big E"

## Phát triển
Những bài học có được khi hoạt động cùng với những tàu sân bay lớn vốn được cải biến từ tàu chiến-tuần dương thuộc lớp Lexington, khi so sánh với chiếc Ranger nhỏ hơn vốn được chế tạo từ đầu như một tàu sân bay, đã chỉ cho hải quân Mỹ thấy rằng các tàu sân bay lớn có độ linh hoạt trong hoạt động và khả năng sống sót tốt hơn các tàu sân bay nhỏ. Do kết quả của những kinh nghiệm này, Hải quân Mỹ đã chế tạo các tàu sân bay Yorktown và Enterprise, và đưa chúng ra hoạt động vào các năm 1937 và 1938 tương ứng. Chúng là những tàu sân bay nhanh và linh hoạt, có thể mang theo và đưa ra hoạt động trên 80 máy bay chiến đấu, gần tương đương với lớp Lexington có trọng lượng rẽ nước lớn hơn rất nhiều.
Cùng với việc bổ sung thêm tàu sân bay Wasp tải trọng 14.700 tấn, một phiên bản thu nhỏ của lớp, Hải quân Mỹ đã sử dụng hết hạn ngạch tải trọng 135.000 tấn về tàu sân bay mà Hiệp ước Hải quân Washington cho phép. Việc hủy bỏ các hiệp ước hải quân vào năm 1937 cho phép Hoa Kỳ bắt đầu chế tạo nhiều tàu sân bay, và chiếc đầu tiên trong chương trình tàu sân bay mới này là Hornet, một chiếc khác trong lớp, được đưa ra hoạt động vào năm 1941. Các cải tiến trên thiết kế của lớp Yorktown và sự tự do không bị ràng buộc bởi những giới hạn của các hiệp ước hải quân đã đưa đến việc xuất hiện lớp Essex.
Một điểm khác biệt ít thấy là, lớp Yorktown được trang bị một máy phóng trên sàn chứa máy bay. Kiểu máy phóng này bị loại bỏ trên các lớp tàu sân bay tiếp theo sau vì chúng tương đối vô ích trong hoạt động. Máy phóng trên sàn chứa máy bay của Enterprise và Hornet được tháo bỏ vào cuối tháng 6 năm 1942. Cả ba chiếc tàu sân bay trong lớp Yorktown đều được chế tạo bởi hãng Newport News Shipbuilding Company tại Newport News, Virginia.

## Lịch sử hoạt động
Cả ba chiếc tàu sân bay trong lớp đều nổi bật vì đã gánh chịu phần lớn gánh nặng của chiến tranh vào những tháng đầu tiên của Chiến tranh Thế giới thứ hai tại Thái Bình Dương, đáng kể nhất là trong trận chiến biển Coral, trận Midway và chiến dịch Guadalcanal. Trong chiến dịch cuối cùng kể trên, Hornet rồi sau đó là Enterprise có vai trò nổi bật vì là những tàu sân bay hạm đội duy nhất còn hoạt động trong Hạm đội Thái Bình Dương Hoa Kỳ.
Máy bay của Enterprise từng tham gia hoạt động trong trận Trân Châu Cảng khi một phi vụ tuần tiễu của nó đã đụng độ với cả máy bay tiêm kích Nhật Bản lẫn hỏa lực phòng không của Mỹ khi họ đến nơi vào ngay giữa cao điểm của cuộc chiến đấu. Sau đó Enterprise tham gia cuộc tấn công đầu tiên chống lại lực lượng Nhật, tung ra các cuộc không kích xuống quần đảo Marshall, đảo Wake và đảo Marcus.
Yorktown được chuyển sang Thái Bình Dương vào ngày 16 tháng 12 năm 1941 và sau đó tiến hành không kích xuống quân đảo Gilbert trong cùng một nhiệm vụ như của chiếc Enterprise. Cùng với tàu sân bay Lexington, nó tiến hành không kích các căn cứ Nhật tại New Guinea, rồi tham gia trận chiến biển Coral. Máy bay của nó đã giúp đánh chìm tàu sân bay Shōhō và làm hư hại chiếc Shōkaku. Bị hư hại bởi máy bay Nhật xuất phát từ tàu sân bay, Yorktown quay trở về Trân Châu Cảng và được vội vã sửa chữa kịp thời để tham gia trận Midway.
Hornet trải qua những tháng đầu tiên của cuộc chiến tiến hành huấn luyện tại Norfolk, Virginia trước khi được giao nhiệm vụ tham gia vụ Đột kích Doolittle. Nhận lên tàu một phi đội máy bay ném bom B-25 Mitchell và được hộ tống bởi Enterprise, chiếc tàu sân bay đã tung ra cuộc không kích đầu tiên xuống các hòn đảo chính quốc Nhật Bản.
Cả ba chiếc tàu trong lớp đã cùng tham gia hoạt động trong trận Midway từ ngày 4 đến ngày 7 tháng 6 năm 1942, máy bay của Enterprise và Yorktown đã đánh chìm được toàn bộ bốn tàu sân bay hạm đội Nhật tham gia trận này, trong khi Hornet giúp đỡ vào việc đánh chìm một tàu tuần dương hạng nặng và làm hư hại nặng một chiếc khác. Cả ba chiếc tàu sân bay Mỹ cũng chịu đựng những thiệt hại đáng kể về các đội bay, đáng kể nhất là Phi đội Ném ngư lôi 8 của Hornet đã mất 15 máy bay và chỉ có một thành viên đội bay còn sống sót. Yorktown bị hư hại bởi bom và ngư lôi và bị bỏ lại vào ngày 4 tháng 6. Được cứu hộ và sửa chữa sau đó, chiếc tàu sân bay lại bị tàu ngầm Nhật phát hiện và đánh chìm vào ngày 7 tháng 6 năm 1942.
Enterprise được bố trí trong cuộc tấn công đổ bộ lên Guadalcanal và đã tham gia các cuộc không kích chuẩn bị lên hòn đảo. Nó bị hư hại trung bình trong trận chiến Đông Solomons nhưng được sửa chữa kịp thời để cùng với Hornet tham gia trận chiến quần đảo Santa Cruz. Hornet bị hư hại nặng trong trận này và phải bị bỏ lại. Những nỗ lực đánh đắm nó do các tàu hộ tống thực hiện bị thất bại, và con tàu bị bỏ trôi dạt cho đến khi bị các tàu khu trục Nhật đánh chìm vào ngày 27 tháng 10 năm 1942. Enterprise một lần nữa bị hư hại trong chiến đấu, nhưng được sửa chữa đủ để có thể đưa máy bay của nó đến Guadalcanal, nơi nó tham gia trận Hải chiến Guadalcanal. Máy bay của Enterprise đã giúp kết liễu chiếc thiết giáp hạm Hiei vốn đã bị hư hại nặng, và đã tiêu diệt đội tàu vận tải Nhật, kết thúc nỗ lực đáng kể cuối cùng của họ nhằm chiếm lại hòn đảo.
Sau một thời gian dài đại tu và sửa chữa tại Bremerton, Washington, Enterprise gia nhập hạm đội tại Trung Thái Bình Dương trong thành phần lực lượng đặc nhiệm tàu sân bay nhanh. Nó tham gia vào mọi hoạt động chính yếu trong chiến dịch Trung Thái Bình Dương, bao gồm trận chiến biển Philippine và trận chiến vịnh Leyte. Các đội bay của nó đã góp phần vào việc phát triển chiến thuật hoạt động ban đêm của tàu sân bay, thực hiện một cuộc không kích ban đêm xuống vũng biển đảo san hô Truk; và sau đó hoạt động như một đội đặc nhiệm bay đêm cho đến hết cuộc chiến.
Cuối cùng Enterprise bị loại khỏi vòng chiến vào ngày 14 tháng 5 năm 1945 khi nó bị đánh trúng vào thang nâng máy bay phía trước bởi một máy bay tấn công cảm tử kamikaze được lái bởi phi công Nhật Bản Trung úy Shunsuke Tomiyasu, làm phá hủy thang nâng máy bay và gây hư hại nặng cho sàn chứa máy bay. Cho đến ngày chiến thắng Đế quốc Nhật Bản, nó vẫn chưa được đưa vào hoạt động trở lại, nhưng sau đó được trang bị để tham gia Chiến dịch Magic Carpet, đưa trở về nhà hơn 10.000 cựu chiến binh từ châu Âu.
Đến cuối Thế Chiến II, Enterprise đã được cải tiến một cách đáng kể. Trọng lượng rẽ nước cuối cùng của nó là 32.060 tấn; và vũ khí trang bị sau cùng bao gồm 8 khẩu 127 mm (5 inch)/38 caliber đa dụng nòng đơn, 40 nòng pháo phòng không Bofors 40 mm bố trí thành 6 khẩu đội bốn nòng và 8 khẩu đội nòng đôi (thay thế cho số pháo 28 mm (1,1 inch)/75 caliber bốn nòng không hiệu quả mà lớp Yorktown ban đầu được trang bị), và 50 khẩu pháo Oerlikon 20 mm phòng không. Lớp Yorktown tỏ ra mong manh đối với ngư lôi, nên trong khi được sửa chữa tại Bremerton, Washington, từ tháng 7 đến tháng 10 năm 1943, Enterprise được tái trang bị một cách rộng rãi, bao gồm một đai giáp chống ngư lôi, vốn đã tăng cường đáng kể việc bảo vệ bên dưới mực nước.
Được rút khỏi danh sách Đăng bạ Hải quân vào năm 1959 sau nhiều nỗ lực thất bại trong việc giữ lại làm tàu bảo tàng và đài tưởng niệm, Enterprise bị tháo dỡ tại Kearny, New Jersey vào năm 1960.

## Những chiếc trong lớp
| Tàu               | Đặt lườn            | Hạ thủy              | Hoạt động            | Số phận                                                                |
| Yorktown (CV-5)   | 21 tháng 5 năm 1934 | 4 tháng 4 năm 1936   | 30 tháng 9 năm 1937  | Bị đánh chìm 7 tháng 6 năm 1942 trong trận Midway,                     |
| Enterprise (CV-6) | 16 tháng 7 năm 1934 | 3 tháng 10 năm 1936  | 12 tháng 5 năm 1938  | Được tháo dỡ 1 tháng 7 năm 1958                                        |
| Hornet (CV-8)     | 25 tháng 9 năm 1939 | 14 tháng 12 năm 1940 | 20 tháng 10 năm 1941 | Bị đánh chìm 27 tháng 10 năm 1942 trong Trận chiến quần đảo Santa Cruz |